# San Salvador Atenco
San Salvador Atenco is een voorstad van Mexico-Stad, in de deelstaat Mexico. De stad heeft 14.995 inwoners (census 2005) en is de hoofdplaats van de gemeente Atenco.
San Salvador Atenco ligt ten oosten van Mexico-Stad, vlak bij Texcoco. Het woord Atenco in de naam van de stad komt uit het Nahuatl en betekent 'aan de oever van het water'. San Salvador Atenco is de afgelopen jaren meerdere keren in het nieuws geweest wegens rellen.
In 2002 waren er rellen toen de Mexicaanse overheid van plan was een nieuw internationaal vliegveld voor Mexico-Stad aan te leggen, waardoor veel landbouwgrond en woningen in San Salvador Atenco verloren zouden gaan. Na deze rellen werden de plannen afgelast.
In 2006 vonden er weer ongeregeldheden plaats toen acht bloemenverkopers die geen vergunning hadden werden gearresteerd. Bij deze rellen kwamen twee mensen om het leven, onder wie een jongen van 14 jaar. Amnesty International en de Nationale Mensenrechtencommissie maakten melding van 211 gevallen van marteling, willekeurige arrestatie en seksueel misbruik van arrestanten door politie en ordetroepen.